# Hyundai Staria
Hyundai Staria (кор. 현대 스타리아) - мінівен від південнокорейської фірми Hyundai. Він покликаний замінити автомобіль Hyundai H-1, але досі випускається паралельно з ним.
Вперше модель представлена 18 березня 2021 року. Являє собою автомобіль, близький за габаритами Hyundai H-1, але з сучасним оздобленням і комфортабельним салоном. Крім Південної Кореї, автомобіль поставляється також у Південно-Східну Азію, на Близький Схід та до Європи.

## Опис

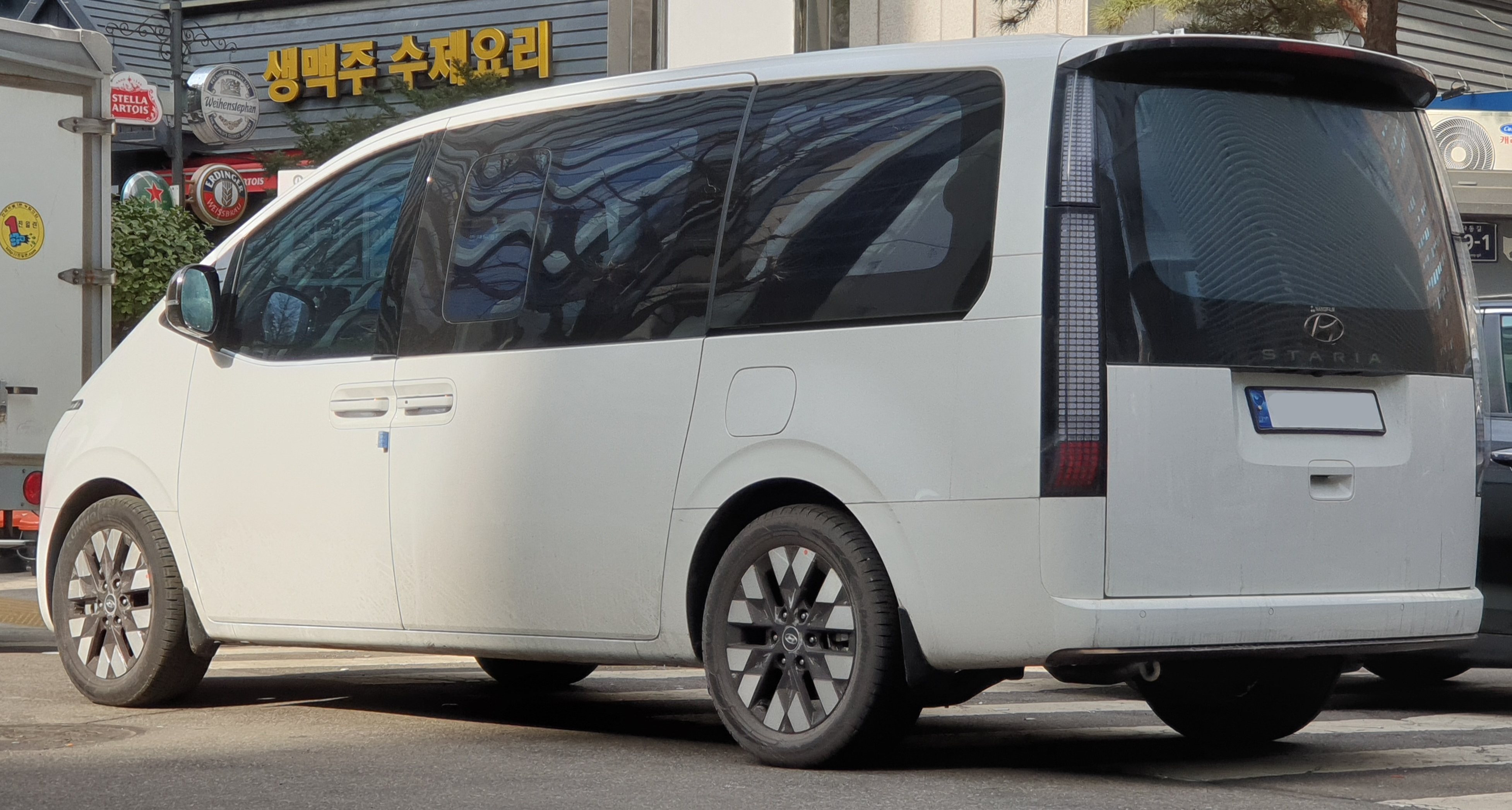
Hyundai Staria Lounge US4

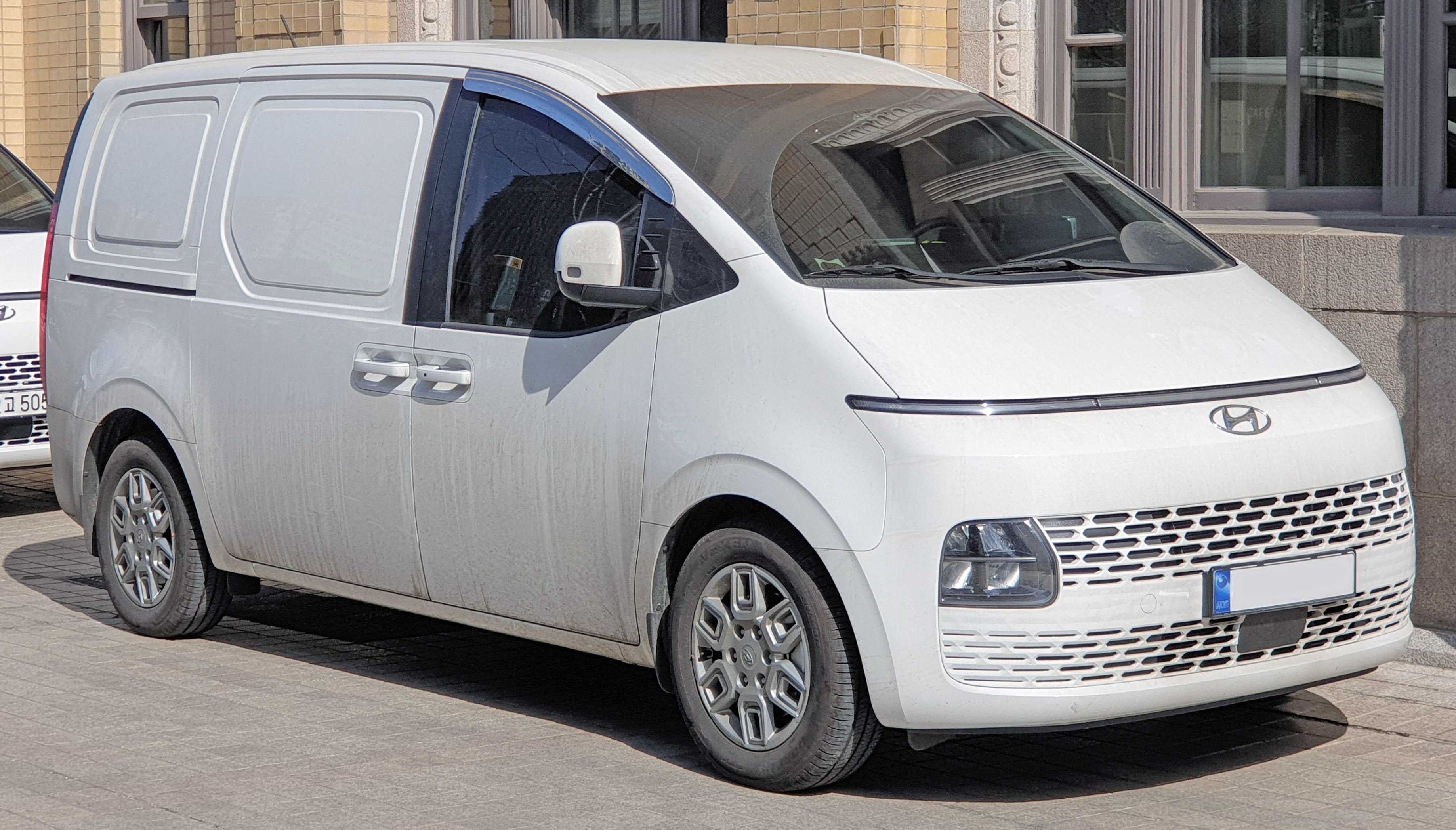
Hyundai Staria Cargo US4

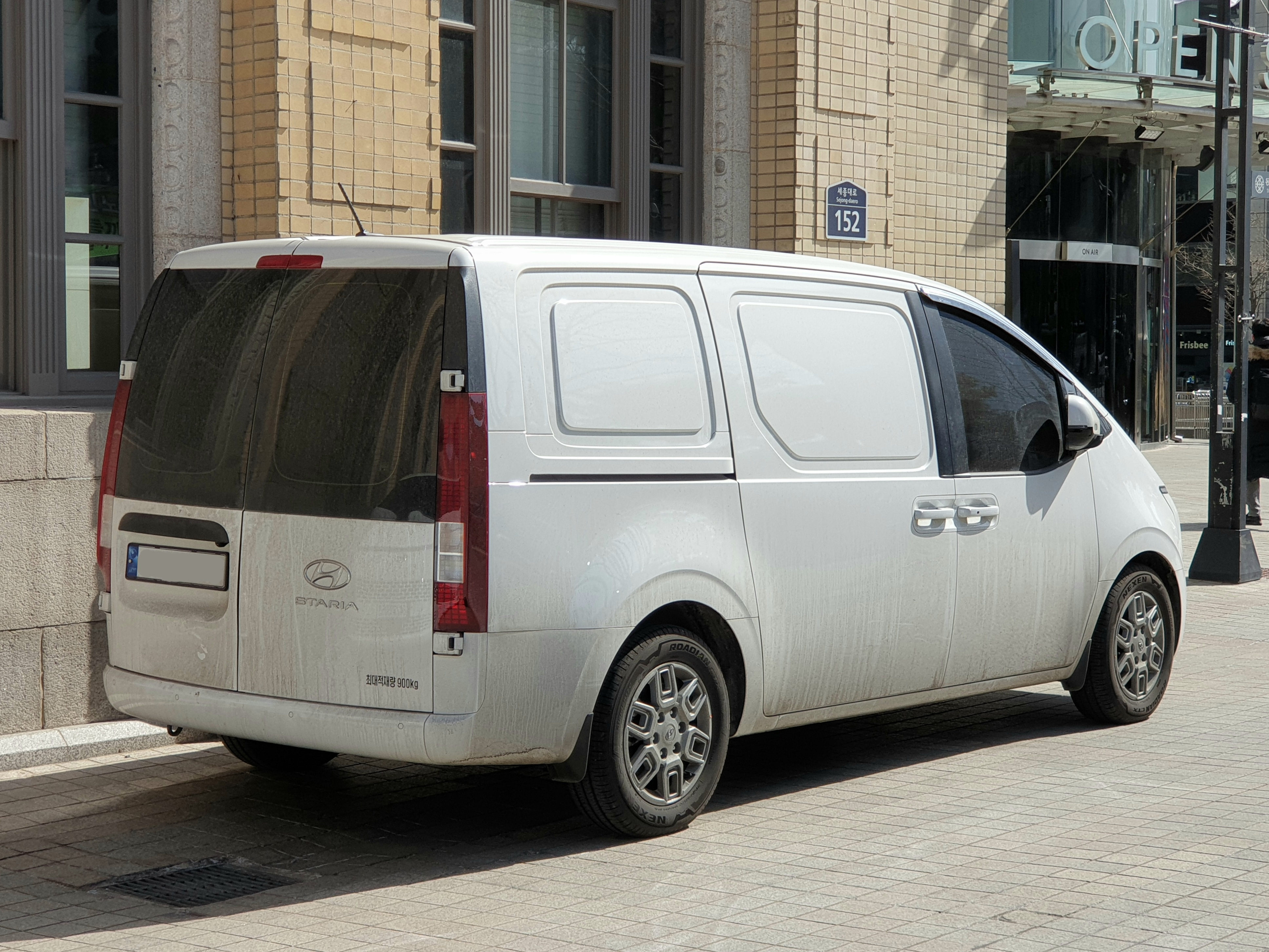
Hyundai Staria Cargo US4

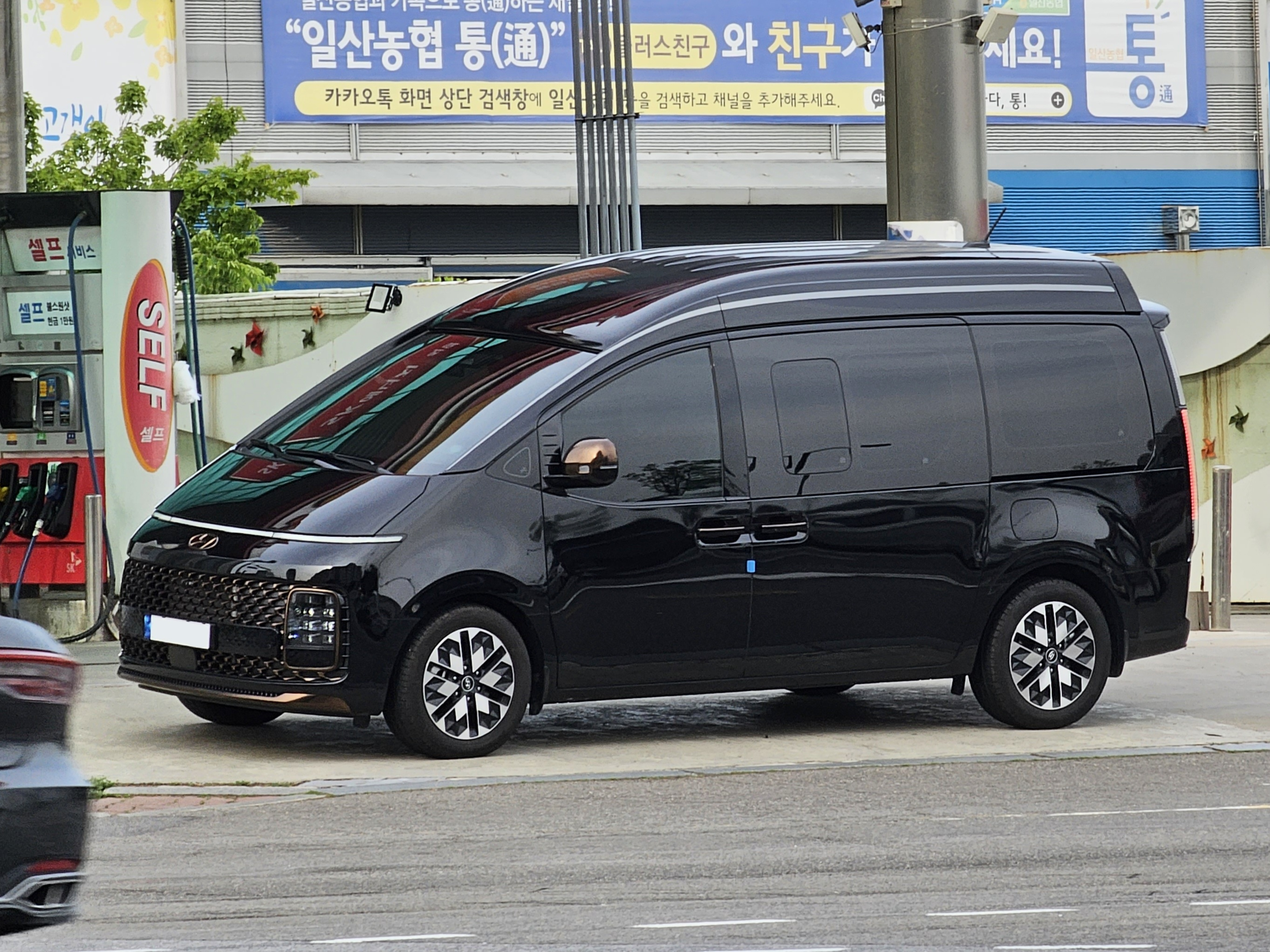
Hyundai Staria Lounge Limousine 2.2D US4

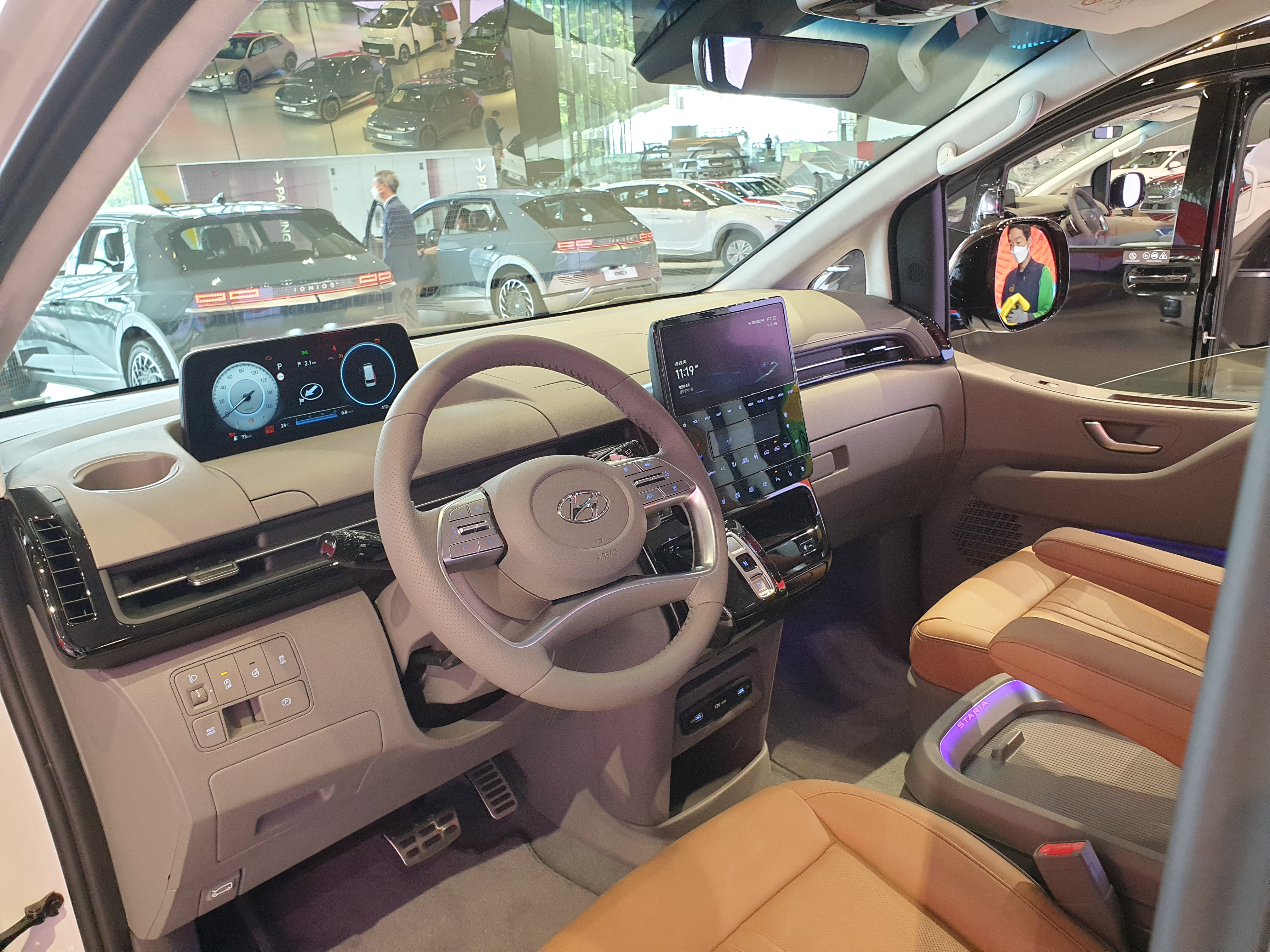

18 березня 2021 року стартувало виробництво автомобіля Hyundai Staria, розробленого  на базі Hyundai-Kia N3, що й Kia Carnival (KA4). Зовні автомобіль нагадує космічний корабель, з погляду дизайнера Inside Out. Назва Staria походить від англійського слова Star (зірка).
Volkswagen T7 та Opel Zafira Life названі конкуруючими моделями.
Стандартні модифікації Hyundai Staria - Tourer та Cargo. Попереду встановлені горизонтальні передні фари і решітка радіатора, що фарбується в колір кузова. Для більш наочної видимості вікна автомобіля зроблені ширшими, ніж Hyundai H-1. На панелі приладів є сенсорний екран.
У Таїланді автомобіль Hyundai Staria виробляється з 9 липня 2021 року, місткість - 11 пасажирів. В Австралії автомобіль виробляється з 5 серпня 2021 року як наступник iMax. Типи модифікацій - Standard, Elite та Highlander. Передньопривідні автомобілі оснащені бензиновими двигунами внутрішнього згоряння, тоді як повнопривідні автомобілі оснащені дизельними двигунами внутрішнього згоряння. Модель Staria Load виробляється в Австралії з 20 вересня 2021 року як наступник iLoad.
З 9 серпня 2021 року виробляється також модернізований автомобіль моделі Staria Lounge місткістю 7-9 пасажирів. В Індонезії автомобіль виробляється з 20 серпня 2021 під назвою Hyundai Staria Signature (у цьому варіанті є електричні розсувні двері з обох сторін, шкіряні сидіння та 3-зонний кондиціонер для пасажирів ззаду). У Малайзії автомобіль виробляється з 27 жовтня 2021 року під назвою Hyundai Staria Premium як наступник Hyundai Grand Starex.

## Двигуни
Бензиновий:
- 3.5 L Smartstream G3.5 MPi V6 272 к.с. 332 Нм

hybrid:
- 1.6 L Smartstream G1.6 T-GDi I4 245 к.с. 367 Нм

LPG:
- 3.5 L Smartstream L3.5 LPi V6 240 к.с. 310 Нм

Дизельний:
- 2.2 L R II CRDi I4 177 к.с. 430 Нм